# Pintor de l'Inframon
El Pintor de l'Inframon va ser un antic pintor grec de gerros de la Pulla (Apulia en llatí). Les seues obres daten de la segona meitat del segle iv a. de C. Deu el seu nom a les nombroses escenes de l'inframon que va pintar.

## Trajectòria
És el successor del Pintor de Darios, en el taller del qual va començar la seua carrera i on va treballar amb altres artesans influents. Este taller era com una fàbrica i estava situat probablement a Taras. Va representar amb freqüència escenes teatrals, especialment les de les tragèdies clàssiques d'Eurípides, i temes mitològics.

## Obres
Una de les seves obres mostra Hades i Persèfone al seu palau a l'inframon. Les composicions i el contingut mitològic s'aproximen als del Pintor de Darios, i les influències es poden vore en les representacions de robes i rostres. Altres temes inclouen Hades segrestant Persèfone, Eos segrestant Cèfal, i Càstor i Pòl·lux segrestant les filles de Leucip. En els dos primers gerros fa una representació molt lliure, distribuïx les figures en diferents nivells i les separa amb frisos de circells. El tercer gerro és una altra imatge temàticament adequada, que és única en este tipus de pintura i única en el seu tipus: Càstor i Pòl·lux lluiten contra els fills d'Afareu. Els seus primers treballs van influir en artistes posteriors.

## Estil
El Pintor de l'Inframon sovint carrega la decoració. La representació dels rostres no és ben definida, de manera que les figures semblaven malhumorades. La seua qualitat era la representació dels músculs dels homes despullats, que representa en tensió, fet que recorda les escultures hel·lenístiques. Amb tot, les cames solen ser molt primes. Va detallar acuradament els cabells i la roba estampada. El Pintor de l'Inframon és menys original que el Pintor de Darios, i també mostra algunes històries de Melanipe poc documentades. L'obra tardana atribuïda a l'artista mostra una ràpida disminució de qualitat, cosa que fa pensar que ja no era obra del Pintor de l'Inframon, sinó d'altres pintors del seu taller.